# Middernachtskinderen

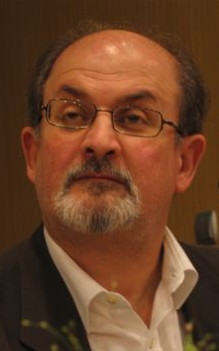
Salman Rushdie, schrijver van Middernachtskinderen

Middernachtskinderen (Engels: Midnight’s Children) is een Engelstalige roman van de Brits-Indiase schrijver Salman Rushdie, in het Nederlands vertaald door Max Schuchart.

## Intrige
Middernachtskinderen beschrijft het verhaal van Saleem Sinai, die geboren wordt op 14 augustus 1947 om 24 uur, het moment waarop de deling van Brits-Indië en de onafhankelijkheid van India en Pakistan ingaat. Kinderen die op dat tijdstip worden geboren blijken bovennatuurlijke eigenschappen en telepathische vermogens te hebben.
Het leven van Saleem Sinai is nauw verweven met de geschiedenis van India, Pakistan en Bangladesh. Allereerst wordt vanuit de rol van toeschouwer teruggeblikt op de geschiedenis van India en wordt onder andere de slachting van Amritsar beschreven, de strijd van Mahatma Gandhi en het conflict tussen India en Pakistan. Saleem zelf raakt vervolgens verzeild in alle grote conflicten die zich tijdens zijn leven afspelen, raakt getraumatiseerd door de oorlogen met Pakistan en heeft zwaar te lijden onder het regime van Indira Gandhi. Zijn verhaal eindigt in het heden, kort voor het verschijnen van het boek in 1981.

## Betekenis
Wat Middernachtskinderen tot een bijzonder boek maakt is de aaneenknoping van mythe, mysterie en realiteit, op een manier die aan het magisch realisme doet denken. Saleem is het raakpunt van twee sferen: enerzijds de nieuwe Indiase bovenlaag, die de macht uitoefent, zoals de Engelsen dat eerder deden, en anderzijds het 'oude' India, bevolkt door waarzeggers, bedelaars en fakirs. Rushdie beschrijft de complexen en absurditeiten bij de moslim-elite, maar magie is duidelijk meer dan bijgeloof, in zijn visie. “Waarheid en werkelijkheid zijn niet zonder meer hetzelfde”, heet zijn adagium. Het beeld van India zoals hij dat schetst is op veel punten heel treffend, maar dan ook niet altijd feitelijk correct.
Middernachtskinderen staat niet te boek als makkelijk toegankelijk, met name door de vele metaforen (bijvoorbeeld ramen, luiken), de symboliek (ruiken), de overdaad aan beelden, gebeurtenissen, absurditeiten en extremiteiten, alsook door de grote omvang.
Het boek werd in 1999 verkozen in zowel de Modern Library’s lijst van 100 beste Engelstalige romans uit de twintigste eeuw als in Le Mondes lijst van 100 beste boeken van de eeuw In 2002 werd het opgenomen in de lijst met belangrijkste boeken uit de wereldliteratuur, samengesteld door de Zweedse Academie.